# Walter Kern (Künstler)
Walter Kern (* 26. Mai 1898 in Küsnacht; † 12. Oktober 1966 in Uttwil; heimatberechtigt in Berlingen) war ein Schweizer Künstler, Dichter, Kunstschriftsteller und Kunstkritiker.

## Leben und Werk
Walter Kern betätigte sich seit seinen Jugendjahren als Lyriker und Maler. Er stellte bereits als 19-Jähriger im Kunsthaus Zürich aus. Anschliessend zog Kern mit seinem Jugendfreund Johann Robert Schürch nach Genf. Von 1920 bis 1922 arbeitete er als kaufmännischer Angestellter und kultivierte daneben weiter seine künstlerischen Talente. Anschliessend lebte und arbeitete Kern in Thun, Barcelona, Tarragona, Madrid, Rom und Florenz.
1924 publizierte Kern seinen ersten Gedichtband. 1927 heiratete er Vreni Nikees, mit der er einen Sohn und eine Tochter hatte. 1928 stellte Kern an der 17. nationalen Kunstausstellung in Zürich aus. 1930 gab er im Eigenverlag «PRA» (Umkehrung in Anlehnung an Arp) Gedichte von Hans Arp heraus, mit dem ihn zeitlebens eine Freundschaft verband.
Von 1930 bis 1943 war Kern Kurdirektor in Davos, wo er dem kulturellen Leben namentlich mit der Zeitschrift Bündnerland diente und freundschaftlichen Umgang mit Ernst Ludwig Kirchner pflegte. In dieser Zeit schrieb Kern Monografien über Franz Rederer, Oskar Kokoschka und über die Malerei in Graubünden.
Kasimir Edschmid nannte Kern eines der vielseitigsten Talente der Schweiz.
1942 übersiedelte Kern nach Uttwil in die «Villa Sternheim», die dem Unternehmer und Schriftsteller Emanuel Stickelberger gehörte und in der früher Henry van de Velde und Carl Sternheim lebten. Bis zu seinem Tod wohnte Paul Ilg mit seiner Frau zinsfrei im Gästehaus der «Villa Sternheim». Kern, Ilg, Stickelberger und weitere Freunde trafen sich einmal wöchentlich zu literarischen Soirées im Restaurant «Bad Uttwil».
Von 1953 bis 1964 war Kern Druckereidirektor in Winterthur und Herausgeber bibliophiler Drucke.
Dank der Schenkung von Walter Kerns Sohn, Rätus Kern, ist Walter Kerns reger Briefwechsel mit weit über hundert Kulturschaffenden seit 2008 im Nachlassarchiv von SIK-ISEA öffentlich zugänglich.